# Jean Negulesco
Jean Negulesco, egentlig Jean Negulescu, (født 26. februar 1900, død 18. juli 1993) var en rumænskfødt amerikansk filminstruktør og manuskriptforfatter.

## Biografi
Jean Negulescu blev født 26. februar 1900 i Craiova i Rumænien. Han studerede ved Carol I High School. I 1915 flyttede han til Wien, og i 1919 flyttede han til Bukarest, hvor han arbejdede som maler. Senere blev han en scenedekoratør i Paris. I 1927 rejste han til New York for at udstille sine malerier, og valgte derefter at bosætte sig der.
I 1934 begyndte Negulesco at arbejde i filmindustien, først indenfor sketcher, derefter som assisterende filmproducent og assisterende instruktør. I slutningen af 1930'erne blev han filminstruktør og manuskriptforfatter. Han fik opmærksomhed efter at have instrueret en række kortfilm for Warner Bros., specielt en serie med bandfilm som havde usædvanlige kameravinkler og dramatisk skygge- og silhuetbrug.
Den første spillefilm som Negulesco instruerede var Singapore Woman i 1941. I 1949 blev han nomineret til Oscar for bedste instruktør og Guldløven ved filmfestivalen i Venedig for Johnny Belinda. I 1952 blev han igen nomineret til Guldløven for Telefon fra en ukendt. I 1953 instruerede han Tre piger søger en millionær, med Lauren Bacall, Betty Grable og Marilyn Monroe i hovedrollerne. Filmen Tre kontorpiger i New York, som han instruerede i 1959, blev senere kåret til en af tidenes 50. største kultfilm af Entertainment Weekly.
Fra slutningen af 1960'erne boede Negulesco og hans kone, Dusty Anderson, i Marbella i Spanien. Den 18. juli 1993 døde han af hjertesvigt.